# Курвуш
Курвуш (порт. Curvos)  —  район (фрегезия) в Португалии,  входит в округ Брага. Является составной частью муниципалитета  Эшпозенде. По старому административному делению входил в провинцию Минью. Входит в экономико-статистический  субрегион Каваду, который входит в Северный регион. Население составляет 831 человек на 2001 год. Занимает площадь 3,45 км².
Покровителем района считается Саятой Клавдий (порт. S. Cláudio). 